# Federación Paraguaya de Voleibol
La Federación Paraguaya de Voleibol (FPV), fundada el 31 de enero de 1943, es el máximo ente rector de ese deporte en Paraguay. Se encuentra inscrita en la Federación Internacional de Voleibol y Confederación Sudamericana de Voleibol. Es la entidad encargada de organizar el voleibol y el voleibol de playa en el país, integrando a clubes deportivos, deportistas, árbitros y entrenadores.

## Especialidades deportivas
- Voleibol
- Voleibol de playa